# Business Intelligence
Business Intelligence (BI), także analityka biznesowa – proces przekształcania danych w informacje, a informacji w wiedzę, która może być wykorzystana do zwiększenia konkurencyjności przedsiębiorstwa.

## Definicja
Termin „Business Intelligence” po raz pierwszy został użyty w 1958 roku przez H.P. Luhna i utożsamiany był z narzędziami do analizy danych. Z czasem zaczął być rozumiany znacznie szerzej, a mianowicie jako element spajający różne komponenty infrastruktury wspomagania decyzji i dostarczający kompleksowych informacji decydentom.
Określenie BI ściśle wiąże się z zagadnieniem hurtowni danych. Jest to kluczowa technologia wykorzystywana do budowy tego typu systemów, integrująca dla celów analitycznych dane z różnych systemów transakcyjnych.

## Charakterystyka
Efektywne eksploatowanie narzędzi BI jest mocno uzależnione od utworzenia hurtowni danych, która pozwala na ujednolicenie i powiązanie danych zgromadzonych z różnorodnych systemów informatycznych przedsiębiorstwa. Utworzenie hurtowni danych zwalnia systemy transakcyjne od tworzenia raportów i umożliwia równoczesne korzystanie z różnych systemów BI, których głównym celem jest wspieranie decyzji biznesowych poprzez dostarczanie dokładnych, aktualnych i istotnych informacji.
Koncepcja jest następująca: system BI generuje standardowe raporty lub wylicza kluczowe wskaźniki efektywności działania przedsiębiorstwa (key performance indicators), na podstawie których stawia się hipotezy, po czym weryfikuje się je poprzez wykonywanie szczegółowych „przekrojów” danych. Do tego służą różnego rodzaju narzędzia analityczne (np. OLAP, eksploracja danych).
Business intelligence stanowi narzędzie menedżerów i specjalistów zajmujących się analizami i strategią. Dla menedżerów „liniowych”, którzy oczekują informacji o aktualnym stanie procesów przeznaczone są rozwiązania business activity monitoring (BAM), umożliwiające przetwarzanie napływających na bieżąco danych. Techniki prezentacyjne dobierane są odpowiednio do potrzeb użytkownika. Aby uniknąć konieczności przeglądania gąszczu liczb, wizualizacja stanu aktualnego realizowana jest w postaci obrazkowej. Kokpit menedżerski to sposób prezentacji wyników – wizualizacja danych i raportów w postaci podobnej do pulpitów sterowniczych.
Przy tworzeniu interaktywnych kokpitów menadżerskich pomocne są dedykowane aplikacje. Wysoko oceniany w tym obszarze jest Microsoft ze swoim rozwiązaniem Power BI. Jest to zestaw aplikacji i usług klasy Business Intelligence, w znacznej mierze opartych na chmurze obliczeniowej, które pomagają organizacjom gromadzić, zarządzać, przetwarzać, analizować i wizualizować dane z różnych źródeł za pomocą przyjaznego dla użytkownika interfejsu.
Niebezpieczeństwa stosowania BI:
- oczekiwanie od systemu BI prostych, jednoznacznych odpowiedzi, a nawet wskazania „jedynie słusznego rozwiązania” – jest to praktycznie niemożliwe do zrealizowania;
- tendencyjna prezentacja danych, niezamierzona – wynika z ignorancji użytkowników w zakresie rygorów statystyki.

Do technik, jakimi posługuje się BI można zaliczyć m.in. eksplorację danych, eksplorację procesów, systemy ekspertowe, sieci neuronowe i algorytmy genetyczne.